# 贝古尔
贝古尔，是西班牙加泰罗尼亚赫罗纳省的一个市镇。总面积21平方公里，总人口3459人（2001年），人口密度165人/平方公里。